# Хэмптон, Нил
Нил Хэ́мптон (англ. Neil Hampton) — шотландский кёрлингист.
В составе мужской сборной Шотландии участник чемпионата мира 2000. Чемпион Шотландии среди мужчин.
Играл на позиции третьего.

## Достижения
- Чемпионат Шотландии по кёрлингу среди мужчин: золото (2000).

## Команды
| Сезон   | Четвёртый    | Третий      | Второй         | Первый        | Запасной                                 | Турниры                      |
| ------- | ------------ | ----------- | -------------- | ------------- | ---------------------------------------- | ---------------------------- |
| 1999—00 | Роберт Келли | Нил Хэмптон | Том Пендрей    | Росс Хепбёрн  | Гордон Мюрхед (ЧМ) тренер: Робин Копленд | ЧШМ 2000 · ЧМ 2000 (8 место) |
| 2003—04 | Роберт Келли | Нил Хэмптон | Том Пендрей    | Росс Хепбёрн  |                                          | [ 3 ]                        |
| 2004—05 | Роберт Келли | Нил Хэмптон | Том Пендрей    | Росс Хепбёрн  |                                          | ЧШМ 2005 (8 место)           |
| 2005—06 | Брайан Бинни | Нил Хэмптон | Richard Goldie | Neil Wilson   |                                          | ЧШМ 2006 (7 место)           |
| 2006—07 | Брайан Бинни | Нил Хэмптон | Richard Goldie | David Mundell |                                          | [ 4 ]                        |

(скипы выделены полужирным шрифтом)